# Гилибово (Старозагорська область)
Ги́либово (болг. Гълъбово) — місто в Старозагорській області Болгарії. Адміністративний центр общини Гилибово.

## Населення
За даними перепису населення 2011 року у місті проживали 8242 особи.
Національний склад населення міста:
| Національність   | Кількість осіб | Відсоток |
| ---------------- | -------------- | -------- |
| болгари          | 7376           | 92,9%    |
| цигани           | 424            | 5,3%     |
| турки            | 61             | 0,8%     |
| інша             | 13             | 0,2%     |
| не визначились   | 69             | 0,9%     |
| Всього відповіли | 7943           |          |

Розподіл населення за віком у 2011 році:
Динаміка населення: